# Alpaslan Agüzüm
Alpaslan Agüzüm (* 20. Juli 1977 in Kars) ist ein ehemaliger deutscher Boxer türkischer Herkunft.

## Leben
1989 kam Agüzüm mit seinen Eltern nach Deutschland, die Familie ließ sich in Koblenz nieder. Er wurde Mitglied in verschiedenen Vereinen, spielte Tennis und Fußball und machte Kickboxen und Taekwondo. Nach der Schulzeit machte er eine Industriemechanikerlehre. 
2007 war Agüzüm mit Sinan Şamil Sam und Mahir Oral in einem Werbespot der Firma Garmo im türkischen Fernsehen zu sehen. 2008 beendete er seine Karriere und ist als Unternehmer in der Bau- und Immobilienbranche tätig.

## Boxkarriere
Er begann im Alter von 14 Jahren mit dem Boxsport bei Rot-Weiß Koblenz und blieb in 17 Amateurkämpfen ungeschlagen. Einer seiner Betreuer war Guido Brunne. 1995 wechselte er in den Profiboxstall von Sauerland Event, wo er bis Ende 2005 unter Vertrag stand. Im Anschluss trat er noch für den Boxstall Arena Box-Promotion an.
Am 22. Februar 1997 wurde er Internationaler Deutscher Meister (BDB) im Halbweltergewicht und am 1. Juni 1997 auch im nächsthöheren Weltergewicht. Den Titel im Weltergewicht gewann er erneut am 11. Januar 1998 und gewann eine Titelverteidigung am 5. Juni 1999.
Nach 21 siegreichen Kämpfen boxte er am 16. Dezember 2000 in der Europahalle Karlsruhe um den Internationalen Meistertitel der WBC im Weltergewicht, verlor den Kampf jedoch durch TKO in der ersten Runde gegen Carlos Baldomir.
Am 21. April 2001 wurde er erneut Internationaler Deutscher Meister (BDB) im Weltergewicht und siegte in drei weiteren Kämpfen, wodurch er am 5. April 2003 in der Arena Leipzig wiederum um den Internationalen Meistertitel der WBC antreten konnte. Diesmal sicherte er sich den Titel durch einen knappen Punktsieg per Split Decision gegen Raúl Bejarano und gewann noch im selben Jahr zwei Titelverteidigungen vorzeitig gegen Michele Orlando und Jacek Bielski. 
Den Titel verlor er am 27. März 2004 in einem Rückkampf durch eine TKO-Niederlage in der achten Runde an Carlos Baldomir, gewann den Gürtel jedoch erneut am 10. November 2006 in der Sporthalle Hamburg durch Split Decision nach Punkten gegen Joseph Makaringe. Diesmal verlor er bereits in der ersten Titelverteidigung am 31. März 2007 durch TKO in der achten Runde gegen Lucky Lewele.
Sein Versuch, sich den Internationalen Meistertitel der WBC im Mittelgewicht zu sichern, scheiterte am 19. Oktober 2007 im Berliner Estrel durch eine TKO-Niederlage in der ersten Runde an Domenico Spada.
Seinen letzten Kampf bestritt er am 12. September 2008 in Cuxhaven.